# Zucchetto

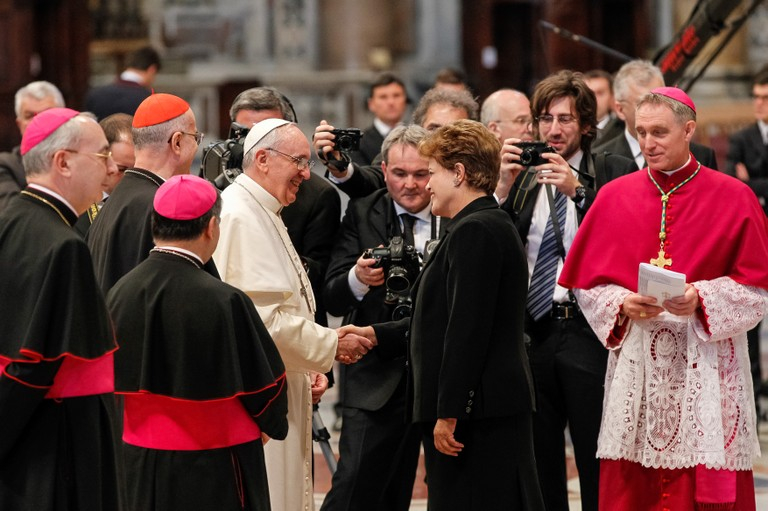
Papa Francesco (al centro con lo zucchetto bianco), mentre saluta la presidente brasiliana Dilma Rousseff attorniato da Tarcisio Bertone (zucchetto rosso), Georg Gänswein, Giovanni Angelo Becciu e Dominique Mamberti (zucchetto paonazzo).

Lo zucchetto o papalina o pileolo (dal latino: pileolus, ovvero piccolo pileo) o calotta (dal latino: calva, ovvero cranio), o ancora solideo perché soli Deo tollitur (lo si toglie solo in onore di Dio), è un copricapo a forma di calotta emisferica a otto spicchi (gli ebrei e i rabbini lo portano a sette spicchi e sta a significare «la mano di Dio» sopra il capo, perché l'uomo rimanga sotto la protezione divina, oppure come limite per non andare oltre il cielo, che è dimora di Dio, come accadde per la torre di Babele che ha sfidato il cielo: dunque simbolo di umiltà della creatura umana) che viene indossato dagli ecclesiastici come segno di sacralità e anche di autorità nella Chiesa.

## Storia del nome
L’utilizzo originale dello zucchetto era prevalentemente pratico poiché doveva tenere caldo il capo dei chierici che frequentavano i freddi monasteri e le chiese medievali; esso prendeva la sua forma dall'antico copricapo greco noto come pileo. Quando gli esploratori spagnoli del XVI secolo portarono in Europa le zucche dal Messico, questo copricapo venne soprannominato zucchetto proprio per la sua somiglianza alla parte superiore di una zucca.

## Utilizzo

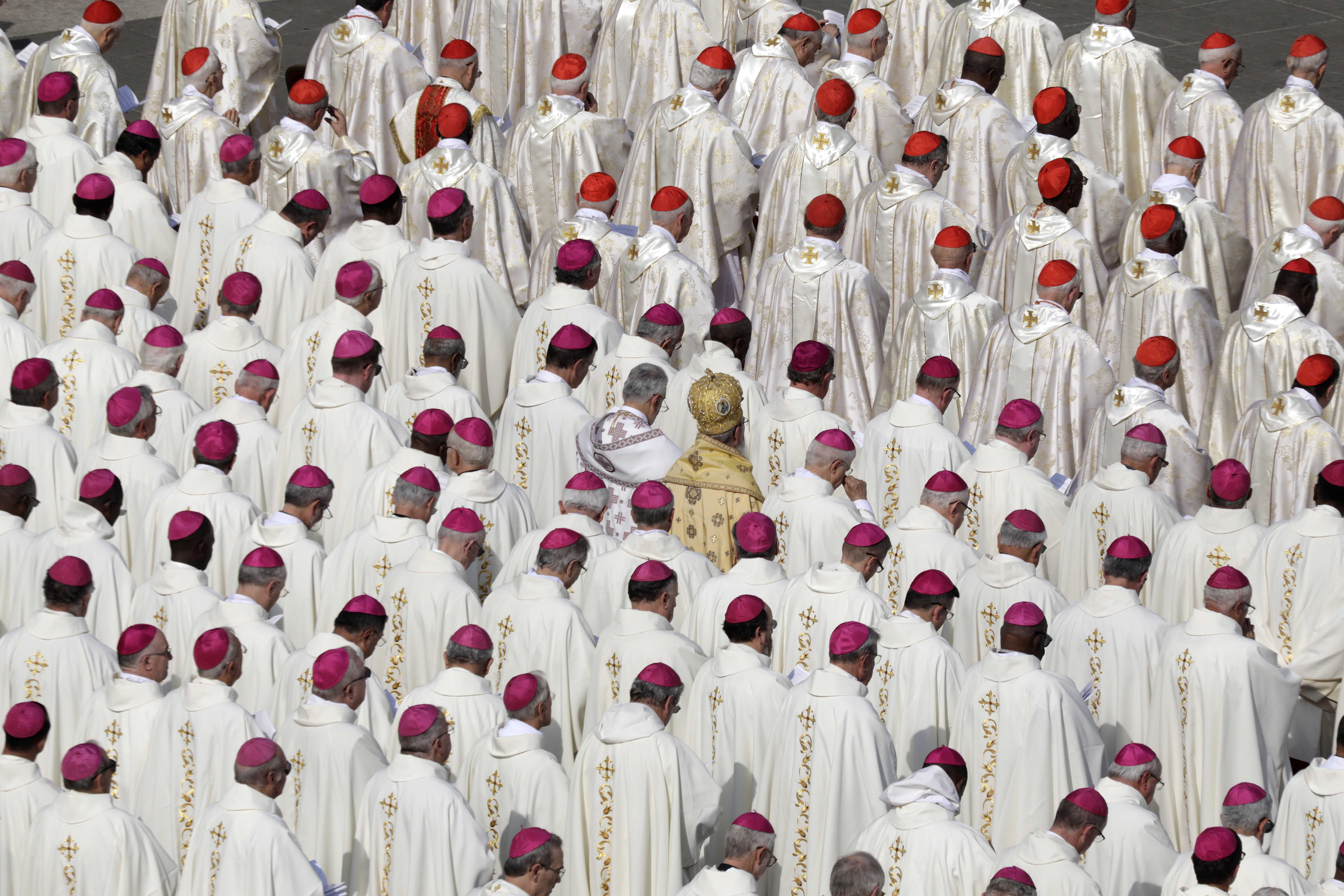
Vescovi e cardinali indossano lo zucchetto (i vescovi color paonazzo, i cardinali color ponsò) in occasione della messa di canonizzazione di papa Paolo VI, Óscar Arnulfo Romero, Francesco Spinelli, Vincenzo Romano, Maria Caterina Kasper, Nazaria Ignazia di Santa Teresa di Gesù e Nunzio Sulprizio, celebrata in piazza San Pietro da papa Francesco il 14 ottobre 2018

Alcuni presbiteri o abati lo usano nero, altri insigniti di titolo monsignorile, come alcuni canonici e i protonotari, lo portavano nero di seta con una "filettatura" color paonazzo, o cremisi a seconda del loro grado, l'abate di Sant'Ambrogio, titolare nell'omonima antica basilica monastero di Milano, qualora non fosse vescovo portava, per privilegio diocesano, questo particolare zucchetto filettato (se l'abate è vescovo o abate nullius parificato dal diritto canonico all'ordinario, cioè al vescovo, oppure l'abate ordinario territoriale con giurisdizione su alcune parrocchie, lo indossa di colore paonazzo); i vescovi tutti, diocesani e titolari, lo usano in seta di colore paonazzo; i nunzi apostolici che rappresentano la Santa Sede, in seta moirée paonazzo, alcuni arcivescovi per diritto invalso o per la carica di primati lo portavano, e alcuni ancora lo portano, di colore rosso "cremisi", anche in seta moirée, (ad esempio l'arcivescovo metropolita di Udine, perché erede del soppresso patriarcato di Aquileia) come pure color rosso porpora (detto rosso ponsò, cioè più chiaro e tendente ad un rosso aranciato simile a quello dei cardinali) alcuni arcivescovi insigniti, nella storia, dal papa, pur non essendo cardinali, come attualmente ancora l'arcivescovo di Salisburgo, l'arcivescovo di Vercelli, l'arcivescovo di Lucca, il vescovo di Teramo-Atri, il vescovo di Tortosa e il patriarca di Venezia, il cui abito corale è dello stesso colore, portato soltanto nel territorio della propria provincia ecclesiastica e mai fuori di essa, se non per incontrare il pontefice in privato o in pubblico. I cardinali dal 1591 lo portano dunque rosso porpora (ponsò) in seta moirée; il papa e il papa emerito bianco in seta moirée.

Papa Francesco (al centro) il 24 settembre 2018 a Riga, durante il viaggio apostolico in Lituania, Lettonia ed Estonia, indossa lo zucchetto bianco; il cardinale Pietro Parolin (alla sinistra del papa) indossa lo zucchetto rosso e mons. Jānis Bulis (alla sinistra del cardinale Parolin) indossa lo zucchetto paonazzo

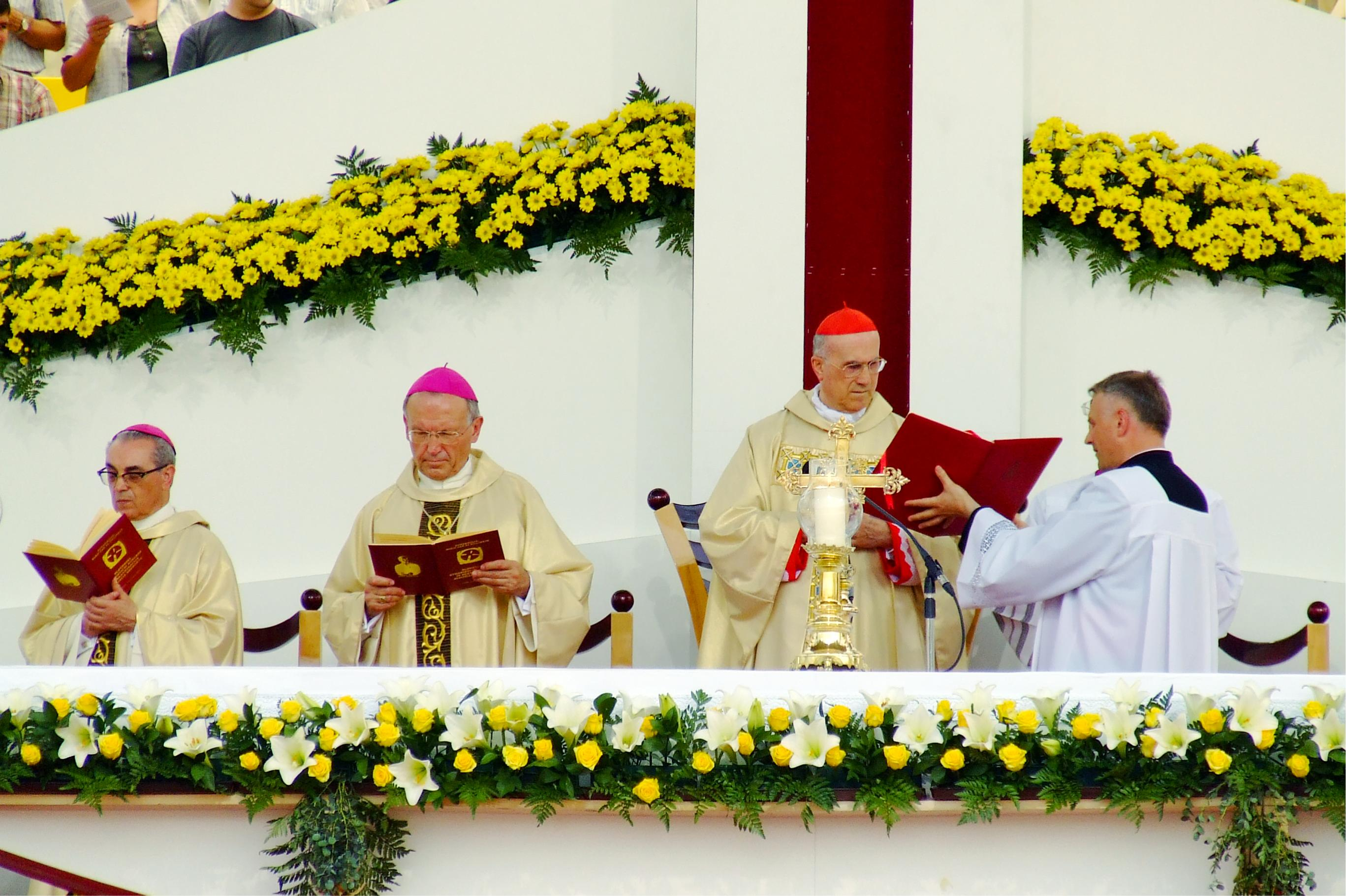
Da destra, il cardinale Tarcisio Bertone, mons. Anton Stres e mons. Santos Abril y Castelló indossano lo zucchetto (rosso per il cardinale e paonazzo per i mons.ri) durante la celebrazione eucaristica conclusiva del congresso eucaristico nazionale di Slovenia

Lo zucchetto viene indossato anche durante la celebrazione della messa, ma non da chi non sia insignito almeno di un titolo prelatizio, o che non abbia un indulto apostolico che lo autorizzasse. Per evidenziare l'importanza dell'eucaristia, il celebrante e concelebranti tolgono dal capo lo zucchetto prima del prefazio e per tutta la liturgia eucaristica. Viene rimesso al termine dei riti di comunione, ovvero quando le specie eucaristiche sono state riposte nel tabernacolo. Sopra di esso si può anche indossare la berretta o tricorno.

Lo zucchetto è rivestito in pelle all'interno in modo da poter aderire meglio al capo.

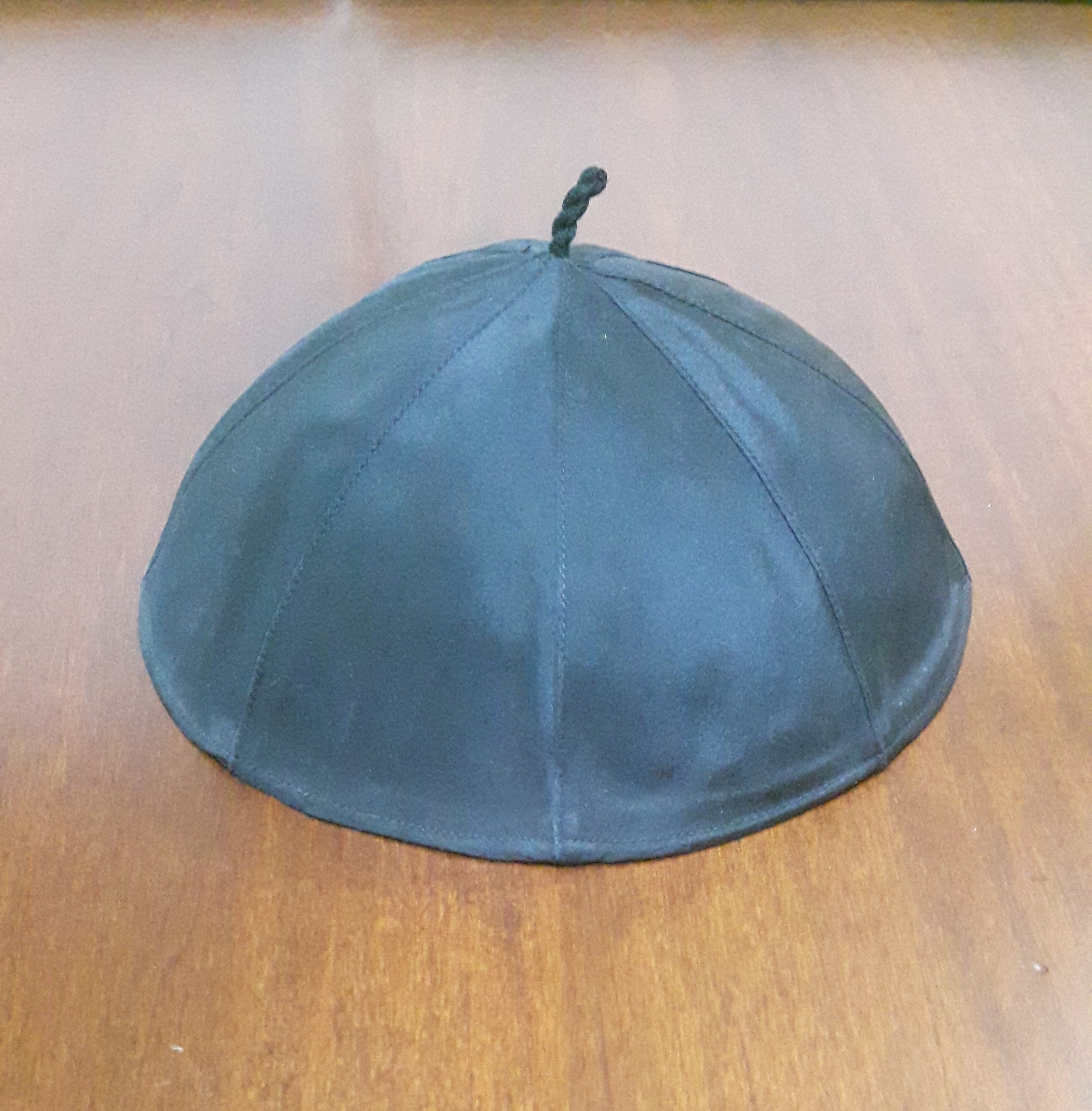
Zucchetto nero.
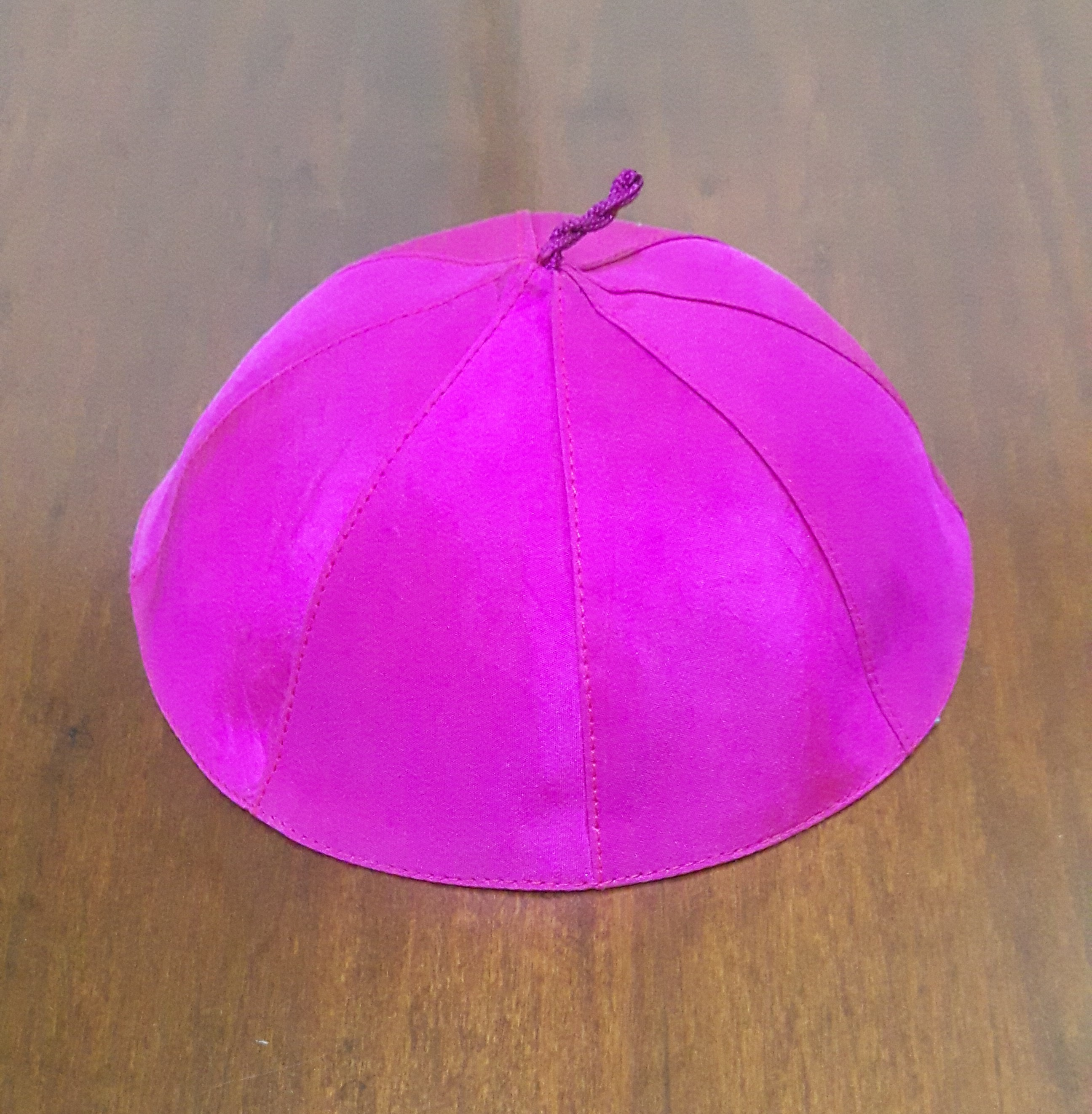
Zucchetto paonazzo.
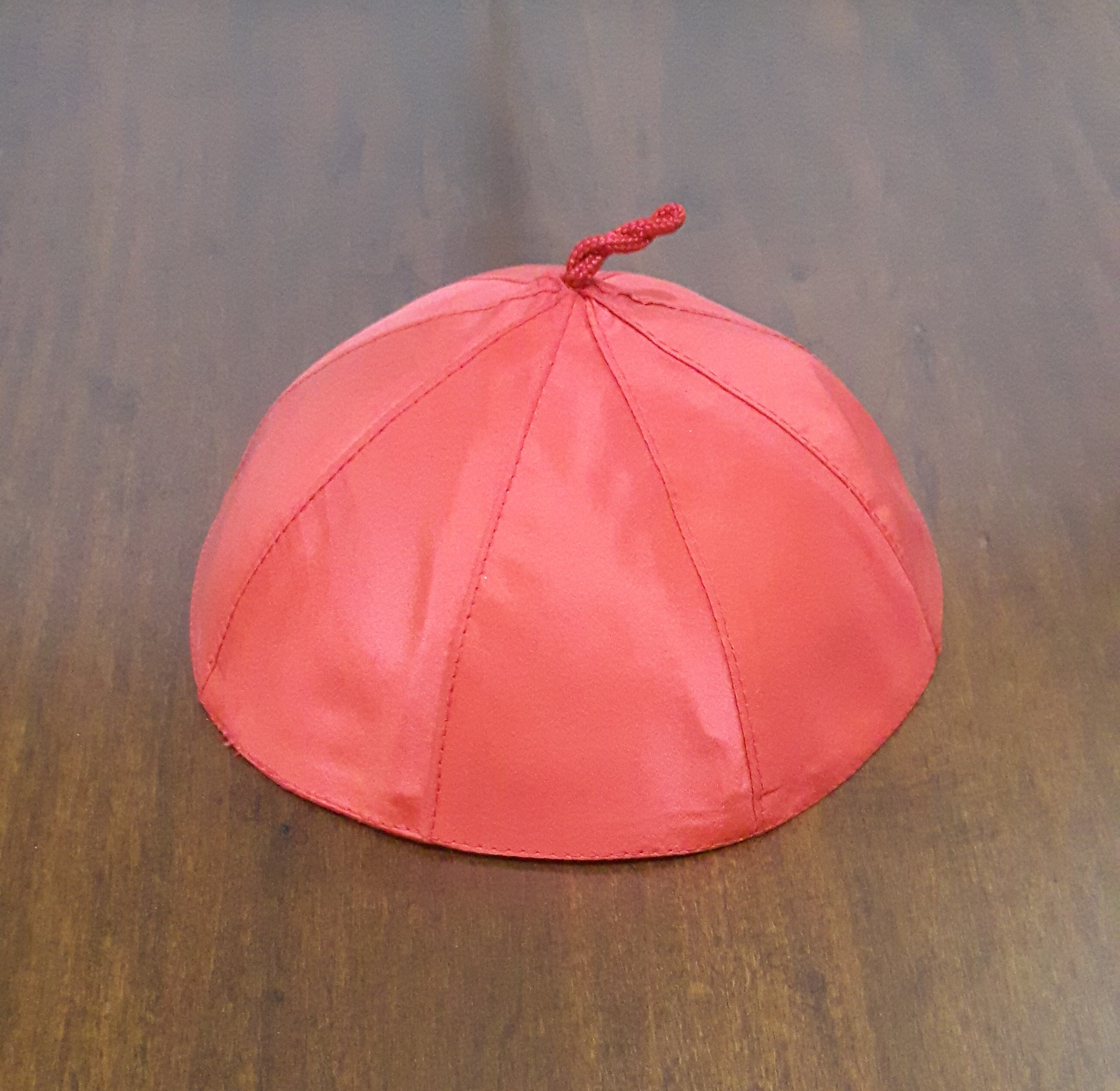
Zucchetto rosso ponsò.
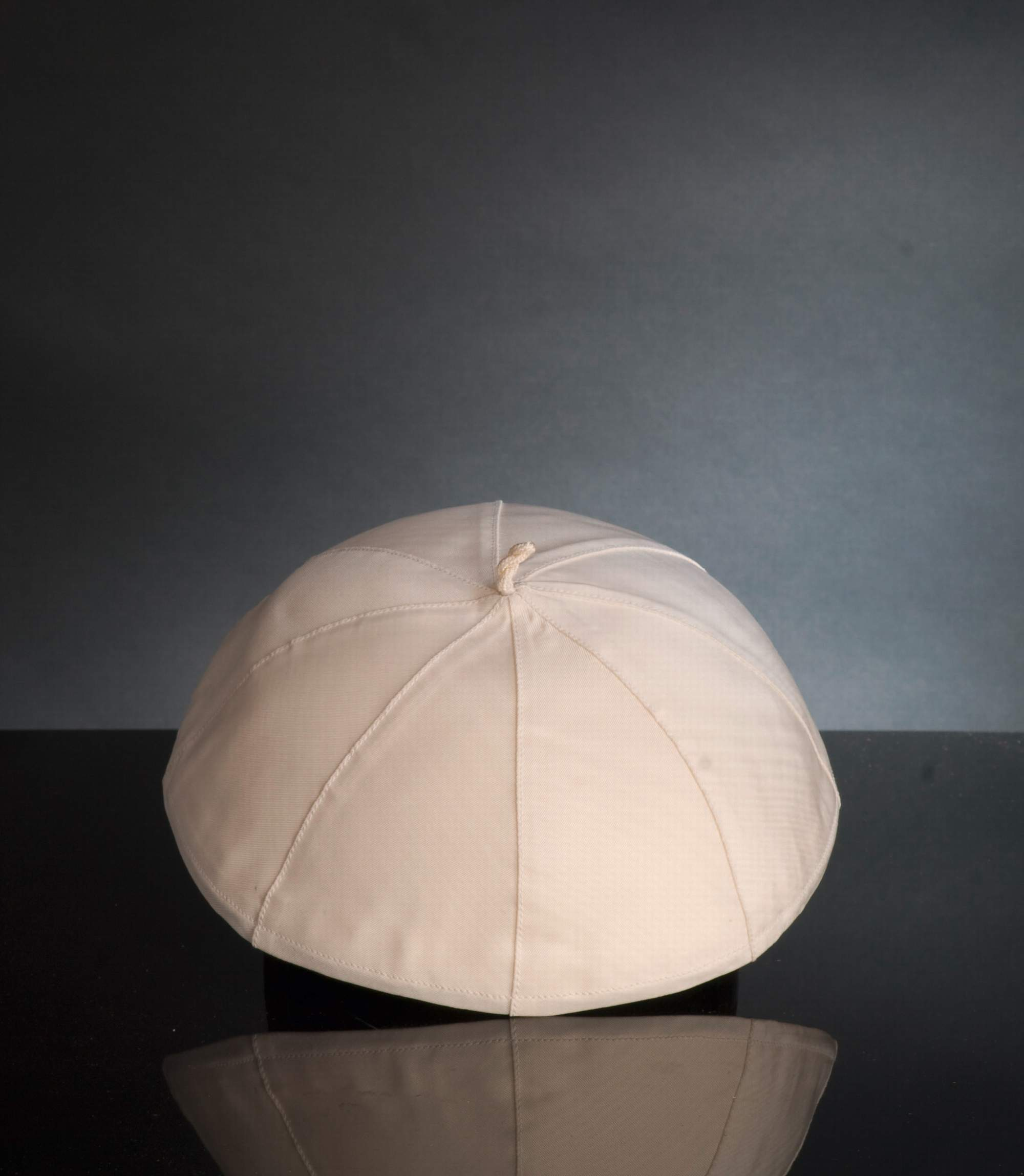
Zucchetto bianco (Collezione Philippi).

## Influenza culturale
Per estensione, "ricevere lo zucchetto rosso" significa essere nominato cardinale.
Differisce dal camauro perché non ha prolungamenti sulle orecchie, essendo infatti emisferico.
È sinonimo di papalina, che indica anche un copricapo usato in genere in casa da uomini anziani, simile allo zucchetto del papa.
Durante il pontificato di papa Francesco si assiste a una curiosa consuetudine in occasione delle udienze del mercoledì: al termine dell'udienza generale, i fedeli sono soliti allungare le braccia e porgere al pontefice, che passa in mezzo a loro, uno zucchetto affinché egli lo indossi; dopo averlo posto sul capo per qualche secondo, il papa lo restituisce al fedele.
In realtà già papa Pio XII era solito indossare per qualche momento lo zucchetto porto dai fedeli durante le udienze del mercoledì. Quest'ultimo, infatti, durante un’udienza, mentre si sporgeva in basso dalla sedia gestatoria, come era solito fare per porgere la mano ai fedeli, chinò eccessivamente il capo sino a far cadere lo zucchetto bianco, così i presenti fecero a gara per ottenerlo. Da quel momento in poi, nelle udienze successive, divenne abitudine che i fedeli portassero una papalina nuova per porgerla al pontefice, il quale, dopo averla indossata per pochi istanti, la restituiva. Suor Paschalina Lehnert, assistente personale di papa Pacelli, raccontò che il Santo Padre al termine di un’udienza dovette ripetere lo stesso gesto per più di cento volte.